# Dariush Yazdani
Dariush Yazdani (en persa: داریوش یزدانی‎; Shiraz, Irán; 2 de junio de 1977) es un exfutbolista y entrenador de fútbol de Irán que jugaba en la posición de centrocampista.

## Carrera

### Club
| Periodo   | Club                   | Apariciones | Goles |
| --------- | ---------------------- | ----------- | ----- |
| 1994–1996 | Bargh Shiraz FC        | 23          | 10    |
| 1996–1997 | Payam Mashhad FC       | 12          | 2     |
| 1997–1998 | Esteghlal FC           | 20          | 1     |
| 1998–1999 | Bayer 04 Leverkusen II | 4           | 0     |
| 1998–1999 | Bayer 04 Leverkusen    | 0           | 0     |
| 1999–2000 | Esteghlal FC           | 25          | 4     |
| 2000–2003 | Royal Charleroi SC     | 73          | 7     |
| 2003–2005 | Pegah Gilan FC         | 28          | 3     |
| 2005–2007 | Saipa FC               | 37          | 4     |
| 2007–2008 | Paykan FC              | 29          | 2     |
| 2008      | Bargh Shiraz FC        | 15          | 0     |
| 2008–2009 | Emirates Club          | 5           | 0     |
| 2009–2011 | Saipa FC               | 34          | 0     |
| 2012–2013 | Los Angeles Blues      | 4           | 0     |

### Selección nacional
Jugó para Irán en 26 ocasiones de 1996 a 2002 y anotó un gol, participó en dos ediciones de la copa Asiática y ganó la medalla de oro en los Juegos Asiáticos de 1998.

### Entrenador
| Periodo   | Club              |
| --------- | ----------------- |
| 2013–2014 | Los Angeles Blues |
| 2017      | PSPS Pekanbaru    |

## Logros

### Club
- Iranian Football League: 1997–98
- Copa Hazfi: 1996-97, 1997–98
- Iranian League: 2006–07

### Selección nacional
- Asian Games: 1998